# Grafheuvels in Wageningen
Wageningen telt 11 zichtbare grafheuvels. De grafheuvels zijn gesitueerd in het oostelijke deel van Wageningen, op de Wageningse Berg. De grafheuvels stammen uit het neolithicum, de bronstijd en mogelijk ook uit de ijzertijd. Naast 11 zichtbare heuvels, zijn er ook restanten van 4 grafheuvels gevonden. De 11 zichtbare heuvels hebben, verdeeld over 7 inschrijvingen, de status van rijksmonument.

## Overzicht
In deze tabel staat een overzicht van de 11 nog zichtbare grafheuvels.
| Locatie                                                      | Datering                                         | Hoogte        | Diameter    | Rijksmonumentnummer | Coördinaat                    | Afbeelding |
| ------------------------------------------------------------ | ------------------------------------------------ | ------------- | ----------- | ------------------- | ----------------------------- | ---------- |
| Oranje Nassau’s Oord, langs Ritzema Bosweg (zuidoostelijke)  | 2850 tot 13 v. Chr (laat neolithicum-ijzertijd)  | 1,1 meter     | 11 meter    | 46179               | 51° 58′ 4″ NB, 5° 42′ 13″ OL  |            |
| Oranje Nassau’s Oord, langs Ritzema Bosweg (noordoostelijke) | 2850 tot 13 v. Chr (laat neolithicum-ijzertijd)  | 1,5 meter     | 13 meter    | 46179               | 51° 58′ 6″ NB, 5° 42′ 11″ OL  |            |
| Oranje Nassau’s Oord, langs Ritzema Bosweg (centrale)        | 2850 tot 13 v. Chr (laat neolithicum-ijzertijd)  | 1,4 meter     | 14 meter    | 46179               | 51° 58′ 5″ NB, 5° 42′ 11″ OL  |            |
| Oranje Nassau’s Oord, langs Ritzema Bosweg (noordwestelijke) | 2850 tot 2000 v. Chr (laat neolithicum)          | 2-2,5 meter   | 15-17 meter | 46179               | 51° 58′ 5″ NB, 5° 42′ 9″ OL   |            |
| Dorskamp, zuidelijke (Smalle Laan)                           | 5300 tot 800 v. Chr. (neolithicum-bronstijd)     | 1,5 meter     | 20 meter    | 46180               | 51° 58′ 24″ NB, 5° 42′ 3″ OL  |            |
| Dorskamp, noordelijke (Smalle Laan)                          | 2850 tot 13 v. Chr (laat neolithicum-ijzertijd)  | 1,5 meter     | 19 meter    | 46180               | 51° 58′ 28″ NB, 5° 42′ 2″ OL  |            |
| Achter stadion FC Wageningen                                 | 2850 tot 13 v. Chr (laat neolithicum-ijzertijd)  | 1,6 meter     | 16-23 meter | 47060               | 51° 57′ 59″ NB, 5° 41′ 51″ OL |            |
| bij Keijenbergseweg                                          | 2850 tot 800 v. Chr (laat neolithicum-bronstijd) | 1,5 meter     | 21 meter    | 47520               | 51° 59′ 40″ NB, 5° 41′ 23″ OL |            |
| bij Geertjesweg (Prinsenlaan)                                | 2850 tot 2000 v. Chr (laat neolithicum)          | 1,4 meter     | 17 meter    | 47521               | 51° 58′ 59″ NB, 5° 42′ 53″ OL |            |
| bij Papenpad (Stadsweg)                                      | 2850 tot 800 v. Chr (laat neolithicum-bronstijd) | 1,1-1,5 meter | 15-18 meter | 47522               | 51° 59′ 7″ NB, 5° 42′ 26″ OL  |            |
| langs Ritzema Bosweg                                         | 5300 tot 2000 v. Chr. (neolithicum)              | 2 meter       | 23 meter    | 47523               | 51° 58′ 2″ NB, 5° 42′ 16″ OL  |            |